# ロバート・ジョーンズ (サッカー審判員)
ロバート・ジョーンズ（英語: Robert Jones、1987年4月4日 - ）は、イングランドのサッカー審判員。2023年からは国際サッカー連盟 (FIFA) に国際審判員として登録されている。
2016年からイングリッシュ・フットボールリーグの、2019年からプレミアリーグの審判を務めている。2016年のナショナルリーグ・プレーオフ決勝の、2018年と2020年のEFLリーグ1プレーオフ決勝の主審をそれぞれ務めている。

## 来歴
イングランド中西部のマージーサイド生まれ。審判員だったおじの影響で14歳から審判の活動を始める。チェシャーサッカー協会とウィラル審判員協会に所属しており、（出身地の）マージーサイドに本拠地を置くリヴァプールFCやエヴァートンFCの試合を担当することができない。
イングランドの5部リーグに当たるナショナルリーグで2年間審判を務めたのち、2016年5月15日にはナショナルリーグプレーオフ決勝・グリムズビー・タウンFC対フォレストグリーン・ローヴァーズを担当。
2016–17シーズンからはイングリッシュ・フットボールリーグを担当。2018年にはEFLリーグ1プレーオフ決勝・ロザラム・ユナイテッドFC対シュルーズベリー・タウンFCを担当。
プレミアリーグデビューは2019年12月21日のブライトン・アンド・ホーヴ・アルビオンFC対シェフィールド・ユナイテッドFCの一戦。この試合でジョーンズはシェフィールドのジョン・イーガンの早い時間帯のゴールをビデオ・アシスタント・レフェリー (VAR) の介入により取り消している。ジョーンズは2019−20シーズンでは15試合で第4審を務め、イングランドプロ審判協会(PGMOL) により、最上位カテゴリとなる「セレクトグループ1」のメンバーに選ばれた。2020年のEFLリーグ1プレーオフ決勝・オックスフォード・ユナイテッドFC対ウィコム・ワンダラーズFCの試合も担当している。
2025年6月、日本サッカー協会 (JFA) とPGMOLとの「審判交流プログラム」により来日、2025明治安田J1リーグ3試合とJリーグYBCルヴァンカッププレーオフラウンド第2戦を担当する。

## 議論を呼んだ判定など
- 2018EFLリーグ1プレーオフ決勝で、シュルーズベリーの監督であるポール・ハースト（英語版）は、リーグ戦での両チームの対戦で主審を務めたジョーンズがシュルーズベリーのキャプテン・アブ・オゴゴ（英語版）を退場処分にしたことを踏まえ、この審判割り当てが不適切であると非難した[12]。
- 2020年12月27日、自身のプレミアリーグ4試合目となるリーズ・ユナイテッドFC対バーンリーFC戦で、主審のジョーンズは開始5分でバーンリーのGKニック・ポープがリーズのFWパトリック・バンフォードを倒したとしてリーズにPKを与え、これをバンフォード自身が決め、これが決勝点となってリーズが1-0で勝利したが、この判定に対してポープはボールにチャレンジしておりファウルではないとする意見があり、更にこの試合前半のバーンリーFWアシュリー・バーンズのゴールを、 直前のバーンリーDFベン・ミーがリーズGKイラン・メリエへファウルをしたとして取り消したがこのシーンが逆にメリエのファウルではないかという意見があり、議論となった。この試合について、PGMOLの元代表・キース・ハケット（英語版）はデイリー・テレグラフへの寄稿の中で、ジョーンズが「2つの大きな誤りを犯した」と批判している[13]。
- 2023年8月26日、ノッティンガム・フォレストFCがマンチェスター・ユナイテッドFCに2点リードから2-3の逆転負けを喫した試合でVARを担当、ノッティンガムに対する2つの判定で主審のスチュアート・アトウェルのジャッジを支持し物議を醸した。一つは、ノッティンガムのDFジョー・ワロー（英語版）のマンチェスターU・MFブルーノ・フェルナンデスへのファウルに対し、 ノッティンガムDFウィリー・ボリーがゴールに地開催度に残っていたように見えたにもかかわらずDOGSO（決定的な得点機会の阻止）を適用してワローを退場処分としたこと、もう一つはノッティンガムMFダニーロのマンチェスターU・FWマーカス・ラッシュフォードへの微妙なファウルでPKを与え、これをフェルナンデスが決めて決勝点になったことである。ノッティンガムの監督スティーヴ・クーパーはVARの判定があまりにも早く下されたことに驚いたと述べ、クラブはPGMOLに対して正式な異議を申し立てた[14]。 
  - この異議申し立てにもかかわらず、ジョーンズは9月18日にノッティンガムの試合（バーンリーFC戦）の主審を担当。この試合ではバーンリーの勝ち越しゴールと思われたシュートについてVARが介入し、バーンリーMFサンデル・ベルゲがハンドを冒したとしてノーゴールの判定を下し、試合は1-1の引き分けに終わり、今度はノッティンガムに有利な判定となった[15]。
- 2023年9月24日に行われたアーセナルFC対トッテナム・ホットスパーFCのノース・ロンドン・ダービーで主審を務めたジョーンズは、アーセナルDFベン・ホワイトの至近距離からのシュートがトッテナムDFクリスティアン・ロメロの手にあたったプレーをハンドではないと判定していたが、VARの介入によりハンドに判定を覆し、アーセナルにPKを与えた[16]。この試合の中継で解説を担当していた元トッテナムのジャーメイン・ジェームスは、SNS上でジョーンズを"complete shithouse"（完全に嫌な奴）と罵り、全ての審判がサッカーを台無しにしていると批判した（後に謝罪している）[17]。
- 2023年12月23日、ノッティンガムとAFCボーンマスの試合を担当。前半30分、ノッティンガムDFウィリー・ボリーはボーンマスDFアダム・スミスからボールを奪ったプレーをファウルと判定、2枚目のイエローカードで退場処分とした。この判定はイエローカードを提示したものであったためVARの介入対象ではなかった[18]ものの、Sky Sportsのコメンタリーは"one of the worst decisions this season"（今季最悪の判定）と称した[19]。ノッティンガム監督のヌーノ・サントも「何度も見てきたが、理解できない。理解できない。ひどい判定だった」と述べた[20]。ノッティンガムはPGMOL代表のハワード・ウェブに、ジョーンズの出場停止を要請する書簡を送付した[21]。